# کوپا (مجارستان)
کوپا (به مجاری:  Kupa) یک شهرداری در مجارستان است که در بورشود-آبااوی-زمپلن واقع شده‌است. کوپا ۷٫۸۴ کیلومتر مربع مساحت و ۱۸۷ نفر جمعیت دارد.